# Triumph Acclaim
Der Triumph Acclaim war ein Pkw der unteren Mittelklasse mit Frontantrieb, der von der BLMC von Herbst 1981 bis Sommer 1984 hergestellt wurde. Er basierte auf dem Honda Ballade, wie der Civic in manchen Ländern heißt, und hatte einen von Honda entworfenen Motor. Viele Teile des Fahrzeuges wurden aber in Großbritannien gefertigt.
Der Acclaim ersetzte den Dolomite der 1970er Jahre und wurde selbst durch die erste Rover 200er-Serie ersetzt, die auf der nächsten Auflage des Honda Ballade basierte.
Es war der letzte Wagen, der das Triumph-Emblem trug. Der letzte gefertigte Acclaim steht heute im Heritage Motor Centre in Gaydon (Warwickshire).

## Geschichte
In den 1970er-Jahren war Triumph im Bereich der Mittelklasselimousinen mit dem hinterradgetriebenen Modell Dolomite vertreten, das konzeptionell auf das Jahr 1965 zurückging. Ab 1970 arbeitete Triumph an dem Nachfolgemodell SD2, das allerdings wegen der wirtschaftlichen Schwierigkeiten nicht zur Serienreife entwickelt wurde. Nach der Einstellung des Projekts SD2 begann eine Delegation von British Leyland 1978 Gespräche mit den Verantwortlichen von Honda über die Konstruktion einer kleinen Familienlimousine. Am 26. Dezember 1979 unterzeichnete Michael Edwardes offiziell den Kooperationsvertrag zwischen British Leyland und Honda. 18 Monate später begann die Fertigung des neuen Autos unter den Namen Triumph Acclaim und Honda Ballade. Nach dem Fertigungsende der Modelle Dolomite und TR7/TR8 war der Acclaim ab 1981 das einzige neue Fahrzeug, das das Triumph-Emblem trug.
Der Acclaim war das erste hauptsächlich japanische Auto, das in der EG (heute EU) gebaut wurde, um die japanische Selbstbeschränkung auf 11 % der in Europa verkauften Fahrzeuge zu umgehen. Auch war der Acclaim ein wesentlicher Wendepunkt für British Leyland selbst, da dies das erste Auto dieses Herstellers seit langer Zeit war, das von Anfang an gute Qualität und Zuverlässigkeit zeigte. Es ebnete den Weg für die Honda-basierten Wagen, die BLMC (und deren Nachfolger Austin-Rover und MG Rover Group) unter dem Namen Rover in den 1980er und 1990er Jahren entwickeln würden.
Die auffälligste Änderung war das Firmenemblem in der Mitte des Kühlergrills, beim Honda saß das Honda-Emblem auf der rechten Seite. Andere Unterschiede betrafen die Keihin-Vergaser (der Honda Ballade hatte nur einen einzelnen Vergaser), die an den Türen befestigten Außenspiegel, das speziell für den britischen Markt geänderte Fahrwerk mit Einzelradaufhängung aller Räder an MacPherson-Federbeinen und die Sitze, deren Rahmen wie im Morris Ital aufgebaut waren. Der Wagen hatte vorne Scheiben- und hinten Trommelbremsen.
Alle Acclaim wurden von einem Vierzylinderreihenmotor mit obenliegender Nockenwelle (ohc) und 1335 cm³ Hubraum angetrieben, wie er im Honda Civic im Einsatz war, und auch die Inneneinrichtung beider Fahrzeuge war fast gleich (bis auf die Sitze). Die üblichen Ausstattungsstufen von BL waren L, HL, HLS und die Spitzenausstattung CD, die elektrische Fensterheber hinten und vorne, eine Scheinwerferreinigungsanlage und auf Wunsch auch eine Klimaanlage bot. An dem Modell wurde während der gesamten Produktionszeit keine wesentliche Änderung durchgeführt. Kleine Änderungen betrafen die Türgriffe, das Lenkrad, den Schaltknauf und das Bedienelement für die Umluft, das versetzt wurde.
In den Jahren 1982 und 1983 gehörte der Acclaim zu den zehn am häufigsten verkauften Autos in Großbritannien – das erste Triumph-Modell seit Beginn der diesbezüglichen Aufzeichnungen 1965.
Das Karosseriewerk Ladbroke-Avon in Warwick stellte 1983 eine stilistisch überarbeitete und hochwertig ausgestattete Version des Acclaim vor. Der als Avon Acclaim vermarktete Wagen hatte eine Zweifarblackierung, ein Vinyldach und einen verchromten Kühlergrill. Im Innenraum gab es Sitze, die mit Leder von Conolly bezogen waren, und Echtholzeinlagen im Armaturenbrett und an den Türoberkanten. Ab 1983 war ein von Ladbroke-Avon entwickelter Turbomotor lieferbar. Die Autos waren über ausgewählte Leyland-Händler erhältlich; die Umbaukosten betrugen 2990 £. Die Nachfrage blieb weit hinter den Erwartungen zurück; es wurden nur „eine Handvoll Exemplare“ verkauft.

## Nachfolger
Im Sommer 1984 wurde die Fertigung des Acclaim eingestellt, womit die Marke Triumph verschwand, da sich die Firma in Austin-Rover umbenannte und künftig nur noch Autos der Marken Austin, Rover, Land Rover sowie MG herstellte.
Insgesamt liefen 133.625 Exemplare vom Band, wovon die meisten in Großbritannien verkauft wurden. Sein Nachfolger war der Rover 200.